# Géza Gárdonyi

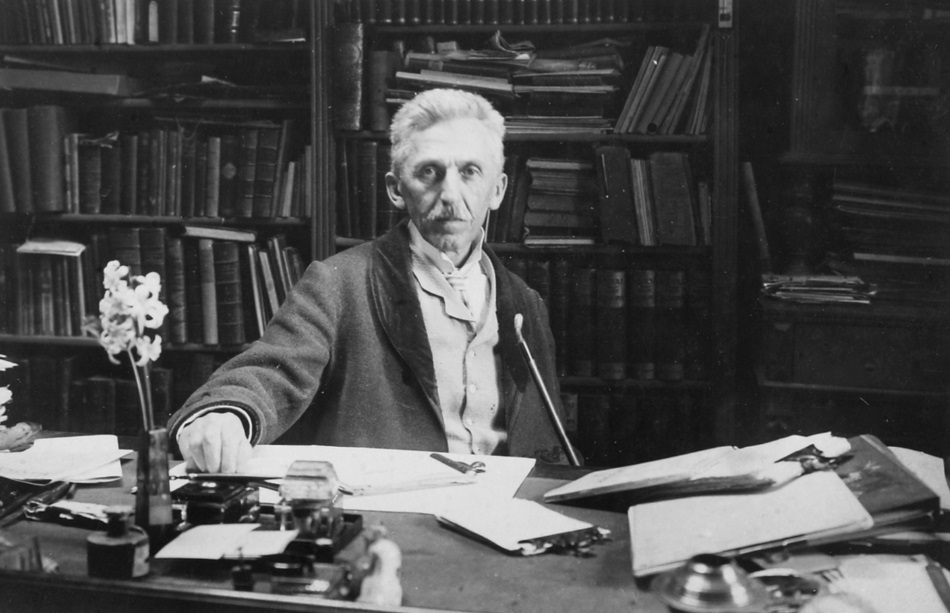
Géza Gárdonyi

Géza Gárdonyi, född Géza Ziegler 3 augusti 1863 i Gárdony-Agárdpuszta, död 30 oktober 1922 i Eger), var en ungersk författare, poet, dramatiker och journalist.
Gárdonyi var ursprungligen folkskollärare, övergick till journalistyrket men lämnade det för att i ro kunna ägna sig åt studier av ungersk folkliv, vilka bland annat resulterade i Göre Gábor biró úr könyve (1895-98, "Böckerna om bydomaren Göre Gábor"), och i en mängd humoristiska noveller och skisser. Gárdonyis mest betydande arbete är A bor (1901, "Vinet"), ett av den ungerska litteraturens främsta folkliga dramer. Som romanförfattar märks främst hans Láthatatlan ember (1902, "Den osynliga människan"), han har även författat historiska romaner, som Egri csillagok (1901, "Stjärnorna av Eger"). Gárdonyi var även känd som Danteöversättare.
Gárdonyi var hedersmedlem av den Ungerska Vetenskapsakademin.